# أيت وعبان
أيت وعبان (تيفيناغ: ⴰⵜ ⵡⴰⵄⴱⴰⵏ) هي قرية في منطقة القبائل، تابعة لبلدية أقبيل الجزائرية، دارة عين الحمام، في ولاية تيزي وزو.

## جغرافية
تقع قرية أيت وعبان في قلب جبال جرجرة على اِرتفاع 1000 مترًا. تحيط بالقرية غابة، وهي الغابة الأكثر تنوعًا في سلسلة الجبال، والتي تمتد على أكثر من 1100 هكتارا ومكونة من أشجار القيقب متجمعة هنا وهناك، بستان أرز على مساحة 400 هكتارا متدهورة نوعًا ما، وكذلك بلوط الزان في المرتفعات، والبلوط الهولم، ومروج الطقسوس.

## إدارة
تقع على 72 كلم من كم من مدينة ولاية تيزي وزو، وهي قرية تابعة لبلدية أقبيل، دارة عين الحمام. كانت القرية ضحية تقسيم إداري ربطها بعين الحمام، رغم قربها الجغرافي والتاريخي من إبودرارين واعطافن (دارة بني يني).

## تعداد السكان
يبلغ عدد سكان آيت وعبان حوالي 4000 نسمة.